# Extensible Application Markup Language
Extensible Application Markup Language (XAML, uitgesproken als "zammel") is een declaratieve taal van Microsoft gebaseerd op XML. De taal wordt gebruikt om gestructureerde waarden en objecten te initialiseren. Oorspronkelijk stond de afkorting voor Extensible Avalon Markup Language, waarin Avalon de codenaam was voor Windows Presentation Foundation (WPF).
XAML wordt uitgebreid gebruikt in het .NET Framework 3.0, in het bijzonder in Windows Presentation Foundation. Daarin dient het als opmaaktaal voor de gebruikersinterface, om elementen, gebeurtenissen en andere onderdelen daarvan te definiëren. Het wordt ook gebruikt in Windows Workflow Foundation, waarin workflows kunnen worden gedefinieerd met XAML. Het serialisatieformaat voor workflows heette vroeger XOML om het te onderscheiden van de gebruikersinterface-markup van XAML, maar tegenwoordig wordt dit onderscheid niet meer gemaakt. De bestandsextensie voor workflow-markup is echter nog altijd .xoml.
XAML-elementen kunnen rechtstreeks overeenkomen met instanties van objecten van de Common Language Runtime (CLR), en de attributen ervan komen dan overeen met de eigenschappen en events van deze objecten in de CLR. XAML-bestanden worden gewoonlijk aangemaakt door visuele ontwerptools, zoals Microsoft Expression Blend, Microsoft Visual Studio, Microsoft Office Visio, XAMLPad of de visuele designer van Windows Workflow Foundation (WF).
In WPF wordt XAML typisch gebruikt om grafische interfaces te beschrijven, vergelijkbaar met die van Adobe Flash. XUL, GladeXML en UIML zijn andere voorbeelden van interface-talen gebaseerd op XML. Met WPF kunnen 2D- en 3D-objecten aangemaakt worden, naast rotaties, animaties en nog een hele reeks effecten en mogelijkheden.
In Windows Workflow Foundation (WF) wordt XAML gebruikt om mogelijk langlopende declaratieve logica te beschrijven. RuleML en BPEL zijn andere voorbeelden van declaratieve logica-talen gebaseerd op XML.
Alles wat aangemaakt is met XAML kan ook met meer traditionele .NET-talen uitgedrukt worden, zoals C# of Visual Basic.NET. Een belangrijk aspect van de technologie is echter dat de hulpmiddelen om XAML te verwerken veel minder complex kunnen zijn, omdat het gewoon XML is. Bijgevolg verschijnen er velerlei producten, vooral in WPF, die op XAML gebaseerde applicaties genereren. XAML laat toe dat developers en designers inhoud met elkaar delen zonder dat compilatie nodig is.
Er wordt verwacht dat vele toepassingen, zoals Microsoft Office PowerPoint and Microsoft Office Word de mogelijkheid zullen krijgen hun inhoud uit te voeren naar XAML.
XPS is een deelverzameling (of profiel) van XAML.

## Geschiedenis
De eerste versie is van 2008 en de laatste versie is van 2010.